# Laninoniscus giambiagiae
Laninoniscus giambiagiae là một loài chân đều trong họ Bathytropidae. Loài này được Reca miêu tả khoa học năm 1973.